# Tambourissa beanjadensis
Tambourissa beanjadensis är en tvåhjärtbladig växtart som beskrevs av D.H. Lorence. Tambourissa beanjadensis ingår i släktet Tambourissa och familjen Monimiaceae. Inga underarter finns listade i Catalogue of Life.